# Le Trait
Le Trait is een gemeente in het Franse departement Seine-Maritime (regio Normandië) en telt 5397 inwoners (1999). De plaats maakt deel uit van het arrondissement Rouen.

## Geografie

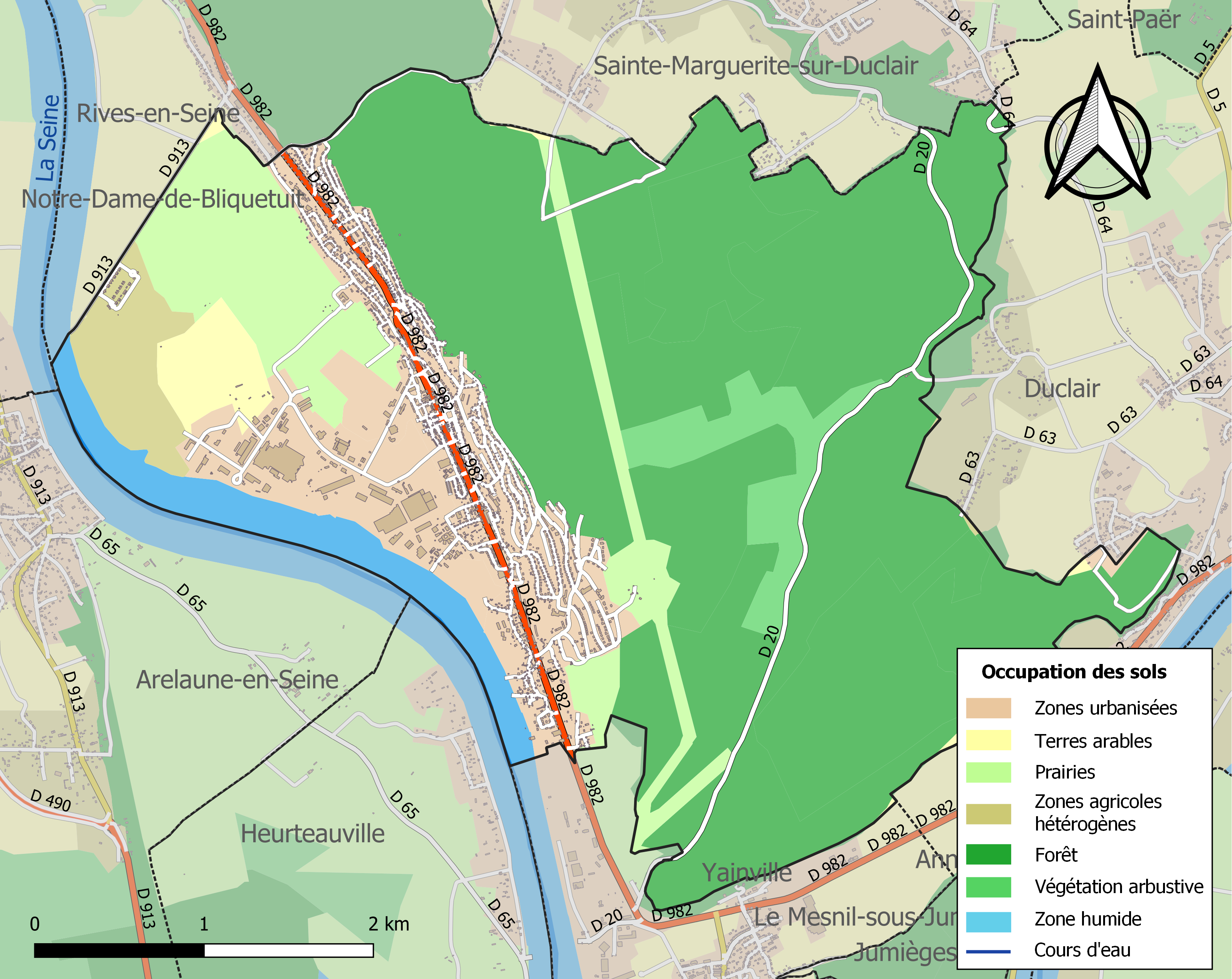
Kaart van de gemeente met de belangrijkste infrastructuur, bodemgebruik en omliggende gemeenten

De oppervlakte van Le Trait bedraagt 17,5 km², de bevolkingsdichtheid is 308,4 inwoners per km².

## Demografie
Onderstaande figuur toont het verloop van het inwonertal (bron: INSEE-tellingen).